# Vilmos Fémes Beck
Dans le nom hongrois Fémes Beck Vilmos, le nom de famille précède le prénom, mais cet article utilise l’ordre habituel en français Vilmos Fémes Beck, où le prénom précède le nom.
Vilmos Fémes Beck (Budapest, 18 février 1885 - Budapest, 16 décembre 1918) est un orfèvre, médailleur et sculpteur hongrois.

## Biographie
Il commence jeune ses études en atelier d'orfèvrerie, est ciseleur sur bronze auprès de László Vandrák, et c'est son frère aîné, le sculpteur Fülöp Beck, qui est le premier à le diriger du point de vue artistique. Il étudie l'orfèvrerie et la gravure en médaille aux cours du soir de l'École d'art appliqué (Iparművészeti Iskola). À 18 ans, il est déjà un artisan habile en arts décoratifs, et c'est de cette période de sa vie que datent les deux plats d'étain que l'on peut voir au Musée hongrois des arts décoratifs (Iparművészeti Múzeum). À l'Exposition universelle de 1906 à Milan, il obtient une médaille d'or avec ses objets d'orfèvrerie. Il travaille d'abord à Dresde, puis à Darmstadt avec Joseph Maria Olbrich, pour les meubles duquel il dessine des empreintes et des ferrures. En 1907, il séjourne à Londres et à Paris grâce à une bourse d'État, puis commence à travailler de façon plus indépendante auprès de Georg Roemer (de). Il rentre en Hongrie en 1909 et commence à créer ses médailles, petits bronzes et bustes.

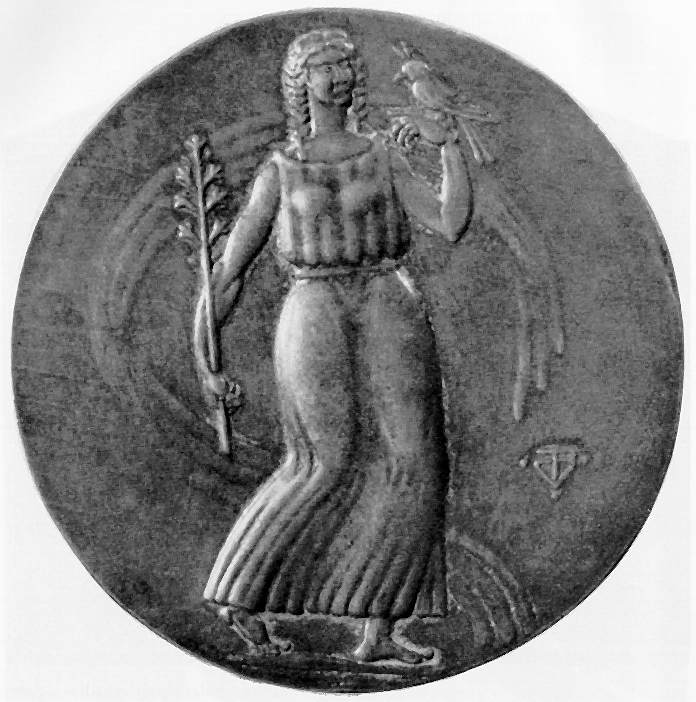
Vilmos Fémes Beck : Femme avec fleur et oiseau (Nő virággal és madárral, 1911)

Sa personnalité artistique se développe tôt, ses travaux sont présentés aux expositions annuelles des Huit et à la Maison des artistes (Művészház) de Budapest. Ses gravures sur médaille sont vite remarquées, à commencer par la médaille Lechner. Il obtient une commande importante avant la Première Guerre mondiale, lorsqu'à la construction de la villa Schiffer (1910-1912) il crée deux figures de bronze et dessine la décoration intérieure du hall ; dans cette villa située au 19/B rue Munkácsy Mihály dans le 6e arrondissement de Budapest, on peut voir aujourd'hui encore son bassin à fleurs à quatre figures sculptées en marbre de Carrare. Comme sculpteur, il crée des statuettes dans l'esprit des tendances modernes du début du XXe siècle (la Sécession viennoise, le constructivisme russe, le cubisme et l'expressionnisme), mais en trouvant vite son style propre.
En 1914, il est incorporé dans l'armée, est en service jusqu'à la fin de la guerre et rentre chez lui malade en 1918. Après sa mort prématurée, le salon artistique Belvedere organise à partir de ses œuvres une exposition-héritage en 1923. Une exposition à sa mémoire se tient à Budapest en 1945, ainsi qu'à Székesfehérvár au musée Saint-Étienne (Szent István Király Múzeum) en 1985. Certains de ses travaux sont en possession de particuliers ou ont été détruits, mais nombre de ses œuvres sont conservées à la Galerie nationale hongroise,,.

## Œuvres

### Orfèvrerie

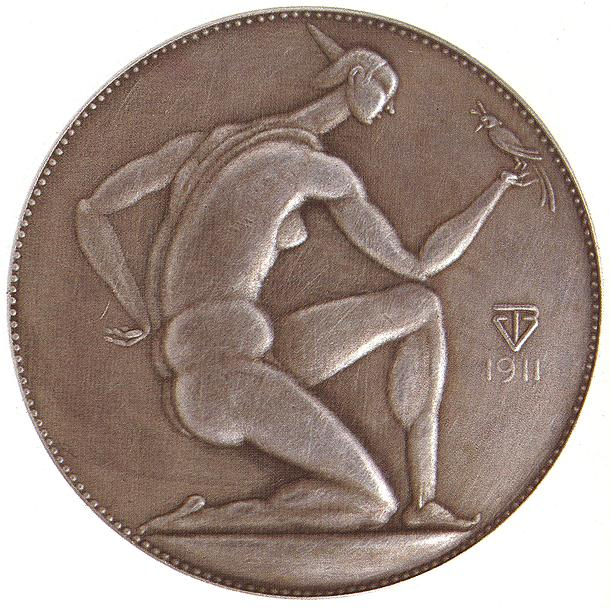
Nu agenouillé (1911)

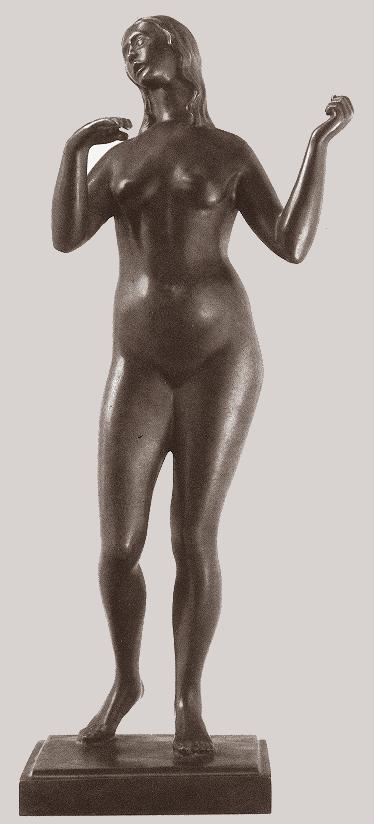
Nu féminin (1912)

- Deux plats d'étain (vers 1910), Musée hongrois des arts décoratifs
- Lechner (1911), médaille
- Nu agenouillé (Térdelő akt, aussi mentionné comme « Nu agenouillé avec oiseau » Térdelő akt madárral, 1911), bronze frappé, 5,3 cm ; Galerie nationale hongroise
- À la déesse du plaisir visuel (A látás-gyönyör istennőjének, 1911), bronze coulé, gravé, diamètre 74 mm ; Galerie nationale hongroise
- Femme puisant (Merítő nő, sans date), bronze coulé, 80 mm ; Galerie nationale hongroise
- À Lidi (Lidinek), médaille
- Mária (1914), médaille

### Sculpture
- Tête Tersánszky (Tersánszky-fej, de Józsi Jenő Tersánszky, 1910), bronze, hauteur 49,5 cm ; Galerie nationale hongroise
- Tête d'homme (Férfi fej, de Lajos Tihanyi ? 1910), bronze, hauteur 45 cm ; Galerie nationale hongroise
- Femme avec fleur et oiseau (Nő virággal, madárral, 1911), bronze, diamètre 8,5 cm ; Galerie nationale hongroise
- Nu agenouillé (Térdelő akt, 1911), bronze frappé, 5,3 cm; Galerie nationale hongroise
- Porteur de brioches (Kalászt tartó, 1912), bronze, hauteur 28 cm ; collection Deák, Galerie de la ville (Városi Képtár), Székesfehérvár
- Femme à l'oiseau (Nő madárral, 1912), bronze, hauteur 41,5 cm ; Galerie nationale hongroise

- Garçon agenouillé (Térdelő fiú, 1912), bronze, hauteur 63 cm ; Galerie nationale hongroise
- Nu féminin (Női akt, vers 1912), bronze, hauteur 31,5 cm ; Galerie nationale hongroise
- Sommeillant (Szendergő, 1912), laiton, 41 cm ; galerie Kieselbach
- Tête Kenczler (Kenczler-fej, de Hugó Kenczler, sans date), Galerie nationale hongroise
- Portrait d'Edit Kabos
- Jeune fille qui chante (Éneklő leány), buste
- Danseuse (Táncosnő, aussi mentionnée comme « Femme qui danse » Táncoló nő)
- Bacchus
- Béatrice et Dante

#### Sources de l'article
- (hu) Anna Zádor (dir.) et István Genthon (dir.), Művészeti lexikon [« Encyclopédie de l'art »], t. 1, Budapest, Akadémiai Kiadó, 1966, 744 p. (OCLC 463050095), « Fémes Beck Vilmos », p. 41-42
- (hu) Ildikó Nagy, « Fémes Beck Vilmos (1885-1918) », Művészettörténeti Értesítő, Budapest, Akadémiai kiadó, nos 3-4,‎ 1985, p. 97-118 (ISSN 0027-5247)
- (hu) Ildikó Nagy, « Tersánszky Józsi Jenő és Tihanyi Lajos portréja Fémes Beck Vilmostól », Művészettörténeti Értesítő, nos 1-2,‎ 1993, p. 40-47 [« Józsi Jenő Tersánszky  et le portrait de Lajos Tihanyi par Vilmos Fémes Beck »]
- (hu) Eszter Gábor, Ildikó Nagy et Ilona Sármány, « A budapesti Schiffer villa. Egy későszecessziós villa rekonstrukciója », Művészettörténeti Értesítő, no 2,‎ 1982, p. 74-88 [« La villa Schiffer de Budapest. Reconstruction d'une villa de style  Sécession tardif »]

#### Autres
- (hu) György Bölöni, « Fémes Beck Vilmos », Auróra,‎ 15 juillet 1911
- (hu) Artúr Elek, « Fémes Beck Vilmos », Nyugat, vol. I,‎ 1919